# Liechtenstein na Letnich Igrzyskach Olimpijskich 1992
Liechtenstein na Letnich Igrzyskach Olimpijskich 1992 reprezentowało siedmioro zawodników. 

## Kadra

### Judo

#### Mężczyźni
- Walther Kaiser

#### Kobiety
- Birgit Blum

### Kolarstwo

#### Mężczyźni
- Patrick Matt

#### Kobiety
- Yvonne Elkuch

### Lekkoatletyka

#### Mężczyźni
- Roland Wille

#### Kobiety
- Manuela Marxer

### Strzelectwo

#### Mężczyźni
- Josef Brendle